# Les Désarrois de l'élève Törless (film)
Cet article concerne le film de Volker Schlöndorff. Pour le roman de Robert Musil, voir Les Désarrois de l'élève Törless.
Pour plus de détails, voir Fiche technique et Distribution.
Les Désarrois de l'élève Törless (Der junge Törless) est un film allemand réalisé par Volker Schlöndorff, sorti en 1966 et adapté du roman homonyme de Robert Musil.

## Synopsis
L'élève Törless, pensionnaire dans un internat au début du XXe siècle, observe les actes de cruauté et de sadisme sur l'un des élèves, sans réagir,.

## Fiche technique
- Titre original : Der junge Törless
- Titre français : Les Désarrois de l'élève Törless
- Réalisation : Volker Schlöndorff
- Scénario : Volker Schlöndorff et Herbert Asmodi, d'après le roman de Robert Musil, Les Désarrois de l'élève Törless (Die Verwirrungen des Zöglings Törless)
- Production : Franz Seitz Jr. pour Franz Seitz Filmproduktion (Allemagne Fédérale); Nouvelles Éditions de Films (France)
- Musique : Hans Werner Henze
- Photographie : Franz Rath
- Montage : Claus von Boro
- Décors : Maleen Pacha
- Pays d'origine :  Allemagne de l'Ouest,  France
- Langue originale : allemand
- Format : Noir et blanc - Mono
- Genre : Drame
- Durée : 87 minutes
- Date de sortie : mars 1966 (France)

## Distribution
- Mathieu Carrière : Törless
- Marian Seidowsky : Basini, l'élève victime
- Bernd Tischer : Beineberg, l'élève volé
- Alfred Diertz : Reiting, le premier élève à persécuter Basini
- Barbara Steele : Bozena
- Lotte Ledl : Gastwirtin

## Autour du film
- Le titre original du film est différent de celui du roman, mais le titre français reprend celui de la traduction du roman.
- Le clip de la chanson The Lost Room des Pet Shop Boys est composé exclusivement d'extraits du film.

## Distinctions
- Festival de Cannes 1966 : en compétition ; remporte le Prix de la Critique Internationale - FIPRESCI et le prix Max-Ophüls

### Revue de presse
- Jean-Elie Fovez, « Les Désarrois de l'élève Toerless », Téléciné no 129, Paris, Fédération des Loisirs et Culture Cinématographique (FLECC), juin-juillet 1966, p. 48-49,  (ISSN 0049-3287)